# La Guerre des Lulus (film)
Cet article concerne le film. Pour la bande dessinée, voir La Guerre des Lulus.
Pour plus de détails, voir Fiche technique et Distribution.
La Guerre des Lulus est un film franco-luxembourgeois réalisé par Yann Samuell, sorti en 2022.
Il s'agit de l'adaptation de la série de bande dessinée du même titre de Régis Hautière et Hardoc, publiée depuis 2013.

## Synopsis
En 1914, quatre enfants orphelins, Lucien, Luigi, Lucas et Ludwig, sont dans une abbaye à Valencourt en Picardie. Alors que la Première Guerre mondiale éclate, ils se retrouvent isolés de leurs camarades, derrière les lignes ennemies. Dans leur tentative de rejoindre la Suisse, ils seront rejoints par Luce, une fille abandonnée par ses parents, et croiseront la route de nombreuses personnes touchées par la guerre.

## Fiche technique
Sauf indication contraire, les informations mentionnées dans cette section peuvent être confirmées par la base de données cinématographiques Unifrance,  présente dans la section « Liens externes ».
- Titre original : La Guerre des Lulus
- Réalisation : Yann Samuell
- Scénario : Yann Samuell, d'après la série de bande dessinée La Guerre des Lulus de Régis Hautière et Hardoc
- Musique : Mathieu Lamboley
- Décors : Hérald Najar
- Costumes : Madgalena Labuz
- Photographie : Vincent Gallot
- Son : Nicolas Leroy, Bernard Borel et Grégory Vincent
- Montage : Sylvie Landra
- Production : Thierry Barle, Éric Boquého, Clément Calvet, Lilian Eche, Jérémie Fajner, Adeline Fontan Tessaur, Marc Gabizon, Christel Henon et Jérôme Rougier
- Sociétés de production : Superprod, Elle Driver, Les Films du Lézard (LFDL), Wild Bunch et Bidibul Productions
- Société de distribution : Wild Bunch
- Pays de production :  France,  Luxembourg
- Langue originale : français
- Format : couleur — 2,35:1
- Genre : Aventure, drame et historique
- Durée : 109 minutes
- Dates de sortie :
  - France : 22 septembre 2022 (Festival interplanétaire de bande dessinée de Reims) ; 18 janvier 2023 (sortie nationale)
  - Belgique : 18 janvier 2023
- Classification :
  - France : tous publics[2] lors de sa sortie en salles et déconseillé aux moins de 10 ans à la télévision

## Distribution
- Léonard Fauquet : Ludwig
- Loup Pinard : Lucien
- Mathys Gros : Luigi
- Tom Castaing : Lucas
- Paloma Lebeaut : Luce
- Solal Devey : Octave
- François Damiens : l'abbé Turpin
- Alex Lutz : le professeur Leutellier
- Isabelle Carré : Louison
- Luc Schiltz : Hans
- Ahmed Sylla : Moussa
- Didier Bourdon : Gaston
- Emmanuelle Grönvold : madame Berrault, le médecin

## Production

### Tournage
Le tournage commence le 2 août 2021,, dans les Hauts-de-France, précisément dans l'Aisne, dont Saint-Michel pour l'abbaye de Saint-Michel-en-Thiérache servant de décor à l'orphelinat, Trefcon, Sissonne et Guise pour le Familistère, ainsi qu'à Ors dans le Nord, puis Tertry et La Neuville-lès-Bray dans la Somme. Il s'achève le 26 novembre 2021 au P'tit train de la Haute Somme.

## Accueil

### Accueil critique
En France, le site Allociné donne une note moyenne de 2.8⁄5, après avoir recensé 12 titres de presse.

### Box-office
Pour son premier jour d'exploitation en France, La Guerre des Lulus réalise 94 604 entrées, dont 82 362 en avant-première, pour un total de 1 773 séances proposées. Le film parvient de fait à se positionner premier du box-office pour la première journée des nouveautés de la semaine, devant Babylon (90 681) et Le Clan (32 760).
Au bout d'une première semaine d'exploitation, le long métrage totalise 200 047 entrées pour une troisième position au box-office français, derrière Babylon (508 796) et devant Tirailleurs (176 551).
| Pays ou région | Box-office      | Date d'arrêt du box-office | Nombre de semaines |
| -------------- | --------------- | -------------------------- | ------------------ |
| France         | 365 251 entrées | 18 avril 2023              | 13                 |
| Total mondial  | 2 509 577 $     | -                          | -                  |